# 互盛央
互 盛央（たがい もりお、1972年7月29日 - ）は、日本の思想史学者。博士（学術）。講談社勤務。元岩波書店『思想』編集長。

## 人物
東京都千代田区生まれ。専攻は言語論・思想史。
1991年武蔵高校卒業。1996年に東京大学教養学部教養学科フランス分科を卒業し、岩波書店に入社。岩波書店社員として勤務しながら、2000年に東京大学大学院総合文化研究科言語情報科学専攻修士課程を、2008年に同博士課程を修了し、博士（学術）を取得。博士論文『フェルディナン・ド・ソシュールの「一般言語学」――原資料を読む――』により、和辻哲郎文化賞、渋沢・クローデル賞を受賞。2014年9月、講談社に移籍。同年、『言語起源論の系譜』で第36回サントリー学芸賞受賞。
なお、岩波書店では『セネカ哲学全集』などの編集を担当したのち、2007年より『思想』編集長をしていた。

## 著書
- 『フェルディナン・ド・ソシュール 〈言語学〉の孤独、「一般言語学」の夢』作品社 2009。博士論文
- 『エスの系譜 沈黙の西洋思想史』講談社 2010、講談社学術文庫 2016
- 『言語起源論の系譜』講談社、2014
- 『日本国民であるために 民主主義を考える四つの問い』新潮選書 2016
- 『連合の系譜』作品社 2024
- 國分功一郎共著『いつもそばには本があった。』講談社選書メチエ 2019